# Familiesammenføring
 Denne artikel omhandler overvejende eller alene danske forhold. Hjælp gerne med at gøre artiklen mere almen.
En familiesammenføring er en tilladelse til sammenføring af familie-medlemmer, der befinder sig i forskellige lande. Ved en familiesammenføring udsteder man en opholdstilladelse til den person, der ved sammenføringen flytter til det land, hvor familiesammenføringen finder sted.

## Danske regler
I Danmark stilles der i dag en række krav for at en familiesammenføring kan finde sted. Disse krav omfatter blandt andet den meget omdiskuterede 24-års regel.
Udlændinge, som har nære familiemedlemmer i Danmark, kan – når visse betingelser er opfyldt – få opholdstilladelse i Danmark. Det gælder primært ægtefæller/registrerede partnere/samlevere over 24 år og børn. Overordnet skal de følgende betingelser være opfyldt:

### Krav til begge ægtefæller
- Begge ægtefæller skal være mindst 24 år
- De skal efter familiesammenføringen have en fælles bopæl
- Parret skal samlet opfylde 4 ud af 6 integrationskrav. Der er 3 krav til den herboende, hvoraf den første er ufravigelig, og der er 3 krav til den tilrejsende. Integrationskravet omhandler sprogkrav, uddannelse og erhvervserfaring
- Der må ikke være tale om et proforma ægteskab
- Ægteskabet må ikke være et tvangsægteskab (ægteskab mellem nærtbeslægtede anses som udgangspunkt for et tvangsægteskab)

### Krav til den herboende
- Dansk/nordisk statsborgerskab eller opholdstilladelse som flygtning (efter udlændingelovens § 7 eller § 8) eller have haft tidsubegrænset (permanent) opholdstilladelse i mere end de sidste 3 år.

Ægtefællen i Danmark skal opfylde en del af de gældende betingelser for at opnå tidsubegrænset (permanent) opholdstilladelse i Danmark, med mindre denne er dansk statsborger.
- Kunne forsørge sig selv og sin udenlandske ægtefælle. Normalt vil dette krav være opfyldt, hvis ægtefællen i Danmark ikke har fået offentlig hjælp efter integrationsloven eller efter lov om aktiv socialpolitik (fx kontanthjælp eller starthjælp) i en periode på 3 år forud for afgørelsen om ægtefællesammenføring.
- Råde over sin egen bolig af rimelig størrelse; det såkaldte boligkrav.
- Stille økonomisk sikkerhed for kr. 104.040 (2020-niveau) til dækning af eventuelle, fremtidige offentlige udgifter til hjælp til den udenlandske ægtefælle.

Udlændingestyrelsen kan fravige en eller flere af betingelserne for ægtefællesammenføring, hvis ganske særlige grunde taler imod, at kravet stilles.

### Krav til den der ønsker at flytte til Danmark
Der er indført krav om to danskprøver, som skal bestås inden henholdsvis 6 og 9 måneder efter ankomsten til Danmark (folkeregistreringstidspunktet). Den har karakter af en stopprøve, for hvis prøven ikke bestås, så mister den udenlandske ægtefælle sin midlertidige opholdstilladelse, og må rejse hjem igen, selvom øvrige betingelser er opfyldte.

### Dispensationsmuligheder
Som udgangspunkt skal alle de overstående betingelser være opfyldt, men der kan være særlige tilfælde, hvor der vil blive givet opholdstilladelse, selvom en eller flere betingelser ikke er opfyldt. Særlige tilfælde kan være, hvis man har et job på den såkaldte positivliste, eller man er alvorligt svækket af sygdom eller handicap eller hvis man har særbarn, det vil sige børn fra tidligere ægteskab, som man har fast kontakt til, eller hvis man er flygtning og risikerer forfølgelse i sin ægtefælles hjemland.
Samlevere skal opfylde de samme krav som ægtefæller. Derudover skal samlivsforholdet have været længerevarende og fast – normalt 1 ½ – 2 år. Samlivet skal kunne dokumenteres.

## Familiesammenføring efter EU-retten
Kan man ikke leve op til kravene i de nationale regler for familiesammenføring, kan man alternativt bruge sine rettigheder i EU-lovgivningen om den fri personbevægelighed over grænserne. Her er ingen alderskrav, integrationskrav og krav om bankgaranti. En dom fra EU-Domstolen slår fast, at det ikke er at betragte som en omgåelse af national lovgivning, at bruge EU-retten med det ene formål at opnå familiesammenføring, lige som hjemland og gæsteland ikke må spørge til formålet med flytningen. Ironisk nok er danskere i Danmark, dårligere stillet end andre EU-statsborgere (f.eks. fra Tyskland) når det gælder om at opnå familiesammenføring med sin partner fra et land udenfor EU (f.eks. Japan), da alle ikke-danske EU statsborgere automatisk har ret til at bruge disse regler. Danskere kan kun bruge dette EU-regelsæt ved at tage et ophold og/eller arbejde i et andet EU-land og så vende tilbage til Danmark, og dermed blive en 'ægte' EU-borger i Domstolens fortolkning.
For at kunne bruge EU-retten, skal man for det første være statsborger i en medlemsstat eller i Island, Liechtenstein, Norge eller Schweiz eller tilbagevendende dansk statsborger fra et andet EU/EØS land (dvs. danskeren har f.eks. boet i Malmø). Samlet kaldes området EU/EØS-landene. For det andet skal man tage faktisk ophold i et andet EU/EØS land, end sit eget, i mindst 3 måneder (dette er ikke faststået ved dom, men en tidligere dom har vedligeholdt så kort et ophold), og enten være arbejdstager (arbejde i bopælslandet), person med tilstrækkelige midler (barselspenge, A-kasse eller fortsat arbejde i f.eks. hjemlandet eller have en så stor formue på anden vis, at dette anses for tilstrækkeligt), pensionist eller studerende.
Der stilles ikke kun krav til statsborgeren i et medlemsland, også kaldet unionsborgeren. Hvor længe ægtefællen eller hermed sidestillet person opholder sig i gæstelandet, har også fået betydning efter en afgørelse ved Domstolen (C-456/12, O & B), som fastslår, at forholdet skal konsolideres i gæstelandet.
Princippet i EU-retten er, at det skal være så nemt og ubureaukratisk som overhovedet muligt at flytte over grænserne, og at man har en uomtvistelig ret til at have sin familie hos sig. Det skal med andre ord være lige så nemt, som at flytte fra én kommune til en anden. Dog kræves, at man er i besiddelse af gyldigt pas.
Gæstelandet kan i de første tre måneder af ens ophold ikke kræve anden dokumentation på en persons identitet, end pas. Senest tre måneder efter ankomsten til gæstelandet, skal man lade sig folkeregistrere dér og søge et registreringsbevis, hvis man er unionsborger, og opholdskort, hvis man er statsborger i et land udenfor EU/EØS (tredjelandsborger). Unionsborgeren har seks måneder til at finde sig et job, med mindre man er enten studerende, person med tilstrækkelige midler eller pensionist.
Det dokument man får udleveret (opholdskort/registreringsbevis), gælder i fem år, eller indtil man flytter over en landegrænse. Ved fornyelse i samme land, får man automatisk permanent opholdsret.
Unionsborgeren skal have boet i gæstelandet i mindst 3 måneder, for at kunne blive familiesammenført i Danmark efter EU-retten. Hvornår ægtefællen eller hermed sidestillet person slutter sig til unionsborgeren i gæstelandet, er uden betydning for sagen.
Såfremt ovennævnte grundregler er opfyldt, og ingen af parterne er til fare for sikkerheden eller sundheden i det land, hvor man bosætter sig, og der heller ikke er tale om proforma-forhold, har unionsborgeren implicit ret til at tage sin familie med sig over en hvilken som helst landegrænse indenfor EU/EØS.
Er man ikke gift eller registreret partnere, skal man have boet sammen i mindst 18 måneder ("reelt samliv"), for at kunne blive familiesammenført i Danmark. Dette gælder uanset om man søger efter nationale danske sammenføringsregler eller efter EU-retten. Der kan dog være andre frister for papirløse forhold i andre EU/EØS-lande, ligesom der kan være lande, som ikke vil anerkende registrerede par. Der ligger ikke nogen EU-dom på begrebet "reelt samliv", så medlemslandene tolker det efter nationale regler. Hvis man har barn sammen er dette automatisk bevis på reelt samliv.
Danskprøven, som er nævnt ovenfor, gælder ikke for personer, der bliver sammenført via EU-retten, idet dette vil være et klart brud på reglerne om fri bevægelighed. Sikkerhedstillelse er også ulovligt under EU-reglerne.
Ægtefællen eller hermed sidestillet person må påtage sig arbejde med det samme ansøgningen om familiesammenføring er afleveret. I Danmark skal ansøgningen på en såkaldt EU skema afleveres gratis hos Styrelsen for International Rekruttering og Integration (SIRI). Skemaet har koden OD2/A. Eventuel klage sendes til Udlændingestyrelsen, som siden 2014 har været klageinstans.